# Елфрида (Аризона)
Елфрида (енгл. Elfrida) насељено је место без административног статуса у америчкој савезној држави Аризона.

## Демографија
По попису из 2010. године број становника је 459.
| Група             | 2000.    | 2010.       |
| Белци             | 0 (0,0%) | 198 (43,1%) |
| Афроамериканци    | 0 (0,0%) | 2 (0,4%)    |
| Азијати           | 0 (0,0%) | 5 (1,1%)    |
| Хиспаноамериканци | 0 (0,0%) | 249 (54,2%) |
| Укупно            | 0        | 459         |